# David M. Walba
David Mark Walba (* 29. Juni 1949 in Oakland (Kalifornien)) ist ein US-amerikanischer Chemiker (Organische Chemie, Supramolekulare Chemie, Flüssigkristalle).
Walba erhielt 1971 seinen Bachelor-Abschluss in Chemie an der University of California, Berkeley, und wurde 1975 am Caltech bei Robert E. Ireland promoviert mit einer Dissertation über die Totalsynthese eines Naturstoffs. Als Post-Doktorand war er bis 1977 NIH Fellow an der University of California, Los Angeles bei Donald J. Cram. Danach wurde er zunächst Assistant Professor an der University of Colorado at Boulder und 1987 Professor. Er ist sowohl in der Abteilung Chemie als auch in der Abteilung Chemie- und Bioingenieurwesen sowie Associate Director des Soft Materials Research Center.
Er ist bekannt für die Synthese von Molekülen in Möbiusband-Topologie. Später befasste er sich mit Synthese von Flüssigkristallen und organischen photonischen Materialien.
1984 war er Mitgründer und bis 1994 Vizepräsident für Forschung und bis 1994 Aufsichtsrat bei Displaytech Inc.
1982/83 war er Sloan Research Fellow und 1984 bis 1986 Camille and Henry Dreyfus Teacher-Scholar. 1999 wurde er Fellow der American Association for the Advancement of Science.

## Schriften (Auswahl)
Außer die in den Fußnoten zitierten Arbeiten.
- Topological stereochemistry, Tetrahedron, Band 41, 1985, S.  3161–3212
- mit J. F. Mooney, C. T. Rogers u. a.: Patterning of functional antibodies and other proteins by photolithography of silane monolayers, Proc. Nat. Acad. USA, Band 93, 1996, S. 12287–12291
- mit D. R.Link u. a.: Spontaneous formation of macroscopic chiral domains in a fluid smectic phase of achiral molecules, Science, Band 278, 1997, S. 1924–1927
- mit E. Körblova u. a.: A ferroelectric liquid crystal conglomerate composed of racemic molecules, Science, Band 288, 2000, S. 2181–2184
- mit D. A. Coleman u. a.: Polarization-modulated smectic liquid crystal phases, Science, Band 301, 2003, S. 1204–1211
- mit L. E. Hough u. a.: Helical nanofilament phases, Science, Band 325, 2009, S. 456–460
- mit D. Chen u. a.: Chiral heliconical ground state of nanoscale pitch in a nematic liquid crystal of achiral molecular dimers, Proceedings of the National Academy of Sciences USA, Band 110, 2013, S. 15931–15936